# Electric Ladyland
| 전문가 평가                   | 전문가 평가 |
| 평가 점수                     | 평가 점수   |
| 출처                          | 점수        |
| ----------------------------- | ----------- |
| AllMusic                      | [ 2 ]       |
| Blender                       | [ 3 ]       |
| Down Beat                     | [ 4 ]       |
| Encyclopedia of Popular Music | [ 5 ]       |
| The Great Rock Discography    | 10/10       |
| PopMatters                    | 10/10       |
| Q                             | [ 8 ]       |
| The Rolling Stone Album Guide | [ 9 ]       |
| Tom Hull – on the Web         | A           |
| Uncut                         | [ 11 ]      |

《Electric Ladyland》는 영국과 미국의 록 밴드인 지미 헨드릭스 익스피리언스의 세 번째이자 마지막 스튜디오 음반이다. 1968년 10월 16일, 미국의 리프리즈 레코드와 영국의 트랙 레코드에 의해 발매된 이 더블 음반은 지미 헨드릭스가 프로듀싱한 밴드의 유일한 음반이었다. 11월 중순까지, 이 음반은 미국에서 1위를 차지했는데, 그 곳에서 2주를 보냈다. 《Electric Ladyland》는 그 경험에서 가장 상업적으로 성공한 음반이었고 그들의 유일한 1위 음반이었다. 이것은 영국에서 6위로 정점을 이루었고, 그 곳에서 12주를 차트에서 보냈다.
《Electric Ladyland》는 밥 딜런의 곡 〈All Along the Watchtower〉의 커버를 포함했는데, 이 곡은 미국에서 유일하게 최고 판매량인 20위에 그쳤고, 이 싱글은 영국에서 5위에 올랐다. 비록 이 음반이 1968년에 비평가들을 혼란스럽게 했지만, 그 이후로 헨드릭스의 최고 작품이자 역사상 가장 위대한 록 음반 중 하나로 여겨졌다. 《Electric Ladyland》는 《Q》 잡지의 2003년 가장 위대한 음반 100장 목록과 55위에 오른 《롤링 스톤》의 역사상 가장 위대한 음반 500장 목록에 올랐다.

## 녹음 및 제작
지미 헨드릭스 익스피리언스는 1967년 7월부터 1968년 1월까지 미국과 영국의 여러 스튜디오에서 《Electric Ladyland》를 녹음하기 시작했다. 1968년 4월 18일, 뉴욕에 새로 문을 연 레코드 플랜트 스튜디오에서 녹음이 재개되었으며, 제작자 겸 엔지니어인 에디 크레이머와 게리 켈그렌이 채스 챈들러였다.
헨드릭스는 스튜디오 완벽주의로 유명했고, 그와 드러머 미치 미첼은 세 번의 세션 동안 50개가 넘는 테이크의 〈Gypsy Eyes〉를 녹음했다. 헨드릭스는 그의 목소리에 자신이 없었고 종종 스튜디오 스크린 뒤에 숨겨진 그의 보컬을 녹음했다. 그는 타이틀곡과 〈Long Hot Summer Night〉에서 백 보컬을 직접 불렀다. 녹음이 진행되면서 챈들러는 헨드릭스의 완벽주의와 반복적인 테이크에 대한 요구에 좌절하게 되었다.
헨드릭스는 친구들과 손님들이 스튜디오에 함께하도록 허락했고, 이것은 통제실의 혼란스럽고 붐비는 환경에 기여했고 챈들러가 헨드릭스와의 직업적 관계를 끊도록 이끌었다. 베이시스트 노엘 레딩은 "스튜디오에 사람들이 너무 많아서 움직일 수 없었고, 세션이 아니라 파티였다"라고 말했다.
1968년 중반에 자신의 밴드인 팻 매트리스를 결성한 레딩은 익스피리언스와의 약속을 이행하는 것이 점점 더 어렵다는 것을 알게 되었고, 그래서 헨드릭스는 많은 베이스 파트를 연주했다. 이 음반의 커버에는 "지미 헨드릭스가 제작하고 감독했다"라고 쓰여 있다. 더블 LP는 스테레오로 완전히 혼합된 유일한 익스피리언스 음반이었다.
헨드릭스는 제퍼슨 에어플레인의 잭 캐세이디와 트래픽의 스티브 윈우드를 포함한 다른 음악가들의 조합으로 실험을 했는데, 그들은 15분간의 느린 블루스 잼 〈Voodoo Chile〉에서 각각 베이스와 오르간을 연주했다.
음반을 녹음하는 동안 헨드릭스는 B.B. 킹, 알 쿠퍼, 그리고 엘빈 비숍과 함께 즉흥적인 잼에 참여했다. 1968년 3월, 그는 뉴욕의 씬 클럽에서 도어스의 짐 모리슨과 함께 무대에 섰다.

## 커버 아트
헨드릭스는 커버 아트에 대한 자신의 구상을 담아 리프리즈 레코드에 편지를 보냈으나, 대부분 무시당했다. 그는 린다 이스트먼 (이후 폴 매카트니와의 결혼으로 린다 매카트니로 알려짐)이 찍은 컬러 사진을 원한다고 명시했으며, 그 사진은 센트럴 파크의 《이상한 나라의 앨리스》 조각상 위에서 아이들과 함께 앉아 있는 밴드의 모습을 담은 것이어야 한다고 했다. 그는 이를 위해 참고용 그림까지 그려 보냈다. 그러나 음반사는 대신 칼 페리스가 서빌 극장에서 헨드릭스가 공연 중일 때 촬영한, 붉고 노란색으로 흐릿하게 처리된 그의 얼굴 사진을 사용했다.
트랙 레코드는 자체 미술부를 통해 커버 이미지를 제작했으며, 이 이미지는 사진가 데이비드 몽고메리가 촬영했다. 그는 내부 커버에 들어간 헨드릭스의 초상도 촬영했으며, 커버에는 검은 배경 앞에 누워 있는 열아홉 명의 벌거벗은 여성들이 등장한다. 헨드릭스는 이른바 "나체 여성" 커버에 대해 처음에는 불쾌함과 놀라움을 표했으나, 이후 《롤링 스톤》과의 인터뷰에서는 "그래도 좋았다"고 말한 바 있다. 그는 《Axis: Bold as Love》의 커버가 불경스럽다고 여긴 것과 마찬가지로 이 커버에도 처음에는 불만을 가졌다. 해당 커버는 몇몇 음반 판매상들에 의해 "외설적"이라며 금지되었고, 일부는 접이식 커버를 뒤집어 판매하거나 갈색 포장지에 싸서 진열했다.
프랑스와 벨기에, 네덜란드, 룩셈부르크 (베네룩스 3국)에서는 헨드릭스의 음반이 바클레이 레코드를 통해 발매되었으며, 《Electric Ladyland》는 알랭 디스테르가 촬영한 앞면 커버 사진과 장피에르 를루아, 도널드 실버스타인이 촬영한 내부 슬리브 사진을 사용했다.

## 곡 목록
모든 곡들은 특별한 언급이 없는 한 지미 헨드릭스에 의해 작사/작곡하였다.
| #  | 제목                                          | 재생 시간 |
| -- | --------------------------------------------- | --------- |
| 1. | 〈...And the Gods Made Love〉                 | 1:21      |
| 2. | 〈Have You Ever Been (To Electric Ladyland)〉 | 2:11      |
| 3. | 〈Crosstown Traffic〉                         | 2:25      |
| 4. | 〈Voodoo Chile〉                              | 15:00     |

| #  | 제목                                  | 작사·작곡 | 재생 시간 |
| -- | ------------------------------------- | --------- | --------- |
| 1. | 〈Little Miss Strange〉               | 노엘 레딩 | 2:45      |
| 2. | 〈Long Hot Summer Night〉             |           | 3:27      |
| 3. | 〈Come On (Let the Good Times Roll)〉 | 얼 킹     | 4:09      |
| 4. | 〈Gypsy Eyes〉                        |           | 3:43      |
| 5. | 〈Burning of the Midnight Lamp〉      |           | 3:39      |

| #  | 제목                                          | 재생 시간 |
| -- | --------------------------------------------- | --------- |
| 1. | 〈Rainy Day, Dream Away〉                     | 3:42      |
| 2. | 〈1983... (A Merman I Should Turn to Be)〉    | 13:39     |
| 3. | 〈Moon, Turn the Tides...Gently Gently Away〉 | 1:02      |

| #  | 제목                              | 작사·작곡 | 재생 시간 |
| -- | --------------------------------- | --------- | --------- |
| 1. | 〈Still Raining, Still Dreaming〉 |           | 4:25      |
| 2. | 〈House Burning Down〉            |           | 4:33      |
| 3. | 〈All Along the Watchtower〉      | 밥 딜런   | 4:01      |
| 4. | 〈Voodoo Child (Slight Return)〉  |           | 5:12      |

## 인증
| 국가                       | 인증        | 판매량/출하량 |
| -------------------------- | ----------- | ------------- |
| 프랑스 (SNEP)              | 골드        | 269,375       |
| 영국 (BPI)                 | 골드        | 100,000^      |
| 미국 (RIAA)                | 2× 플래티넘 | 2,000,000^    |
| ^출하량을 기반으로 한 인증 |             |               |